# Бронзовки
Бронзо́вки (лат. Cetoniinae) — подсемейство жуков семейства пластинчатоусых. Для многих видов данной группы характерна яркая окраска с металлическим блеском. Отличительным признаком являются вырезы по бокам надкрылий, через которые во время полёта выпускаются крылья, тогда как сами надкрылья остаются сложенными. Большинство видов распространено в тропиках. Жуки питаются цветками растений или вытекающими древесными соками, перезревшими и забродившими фруктами, могут выступать в роли опылителей.

## Описание
Тело жуков преимущественно короткое или умеренно продолговато, окраска очень разнообразная, может быть с металлическим блеском. В ряде случаев окраска создаётся особыми выделениями, совершенно скрывающими основной фон. К металлическим окраскам (блестящим, матово-блестящим и жирно-блестящим) относят: зелёную различных оттенков (очень широко распространена среди представителей группы), синюю, фиолетовую, медно-красную, пурпурную, бронзовую и чёрную с металлическими оттенками. Неметаллическая окраска может быть чёрного (очень часто), коричневого, бурого, зелёного, красного (разных оттенков), жёлтого и беловатого цвета с серым или оливковым оттенком.
Характерной особенностью представителей группы являются особые чешуйчатые пятна белого цвета, иногда желтоватые, глинисто-жёлтые или розовые, располагающиеся на переднеспинке, надкрыльях, пигидии, бокам груди, тазиках задней пары ног, брюшных стернитах, бёдрах. Количество и размер данных пятен различны и могут сильно варьировать. Порой эти пятна сливаются между собой, покрывая значительную часть тела, в особенности на надкрыльях.
Голова преимущественно небольших размеров, гораздо у́же переднеспинки, направлена более или менее вперёд и несколько опущена вниз.

## Личинки
Личинки белого цвета, большие, С-образные, без коготков на ногах, способны передвигаться на спине. Развиваются в разлагающихся растительных остатках: гнилой древесине, компосте, муравейниках, норах грызунов, лесной подстилке, почве.

## Систематика

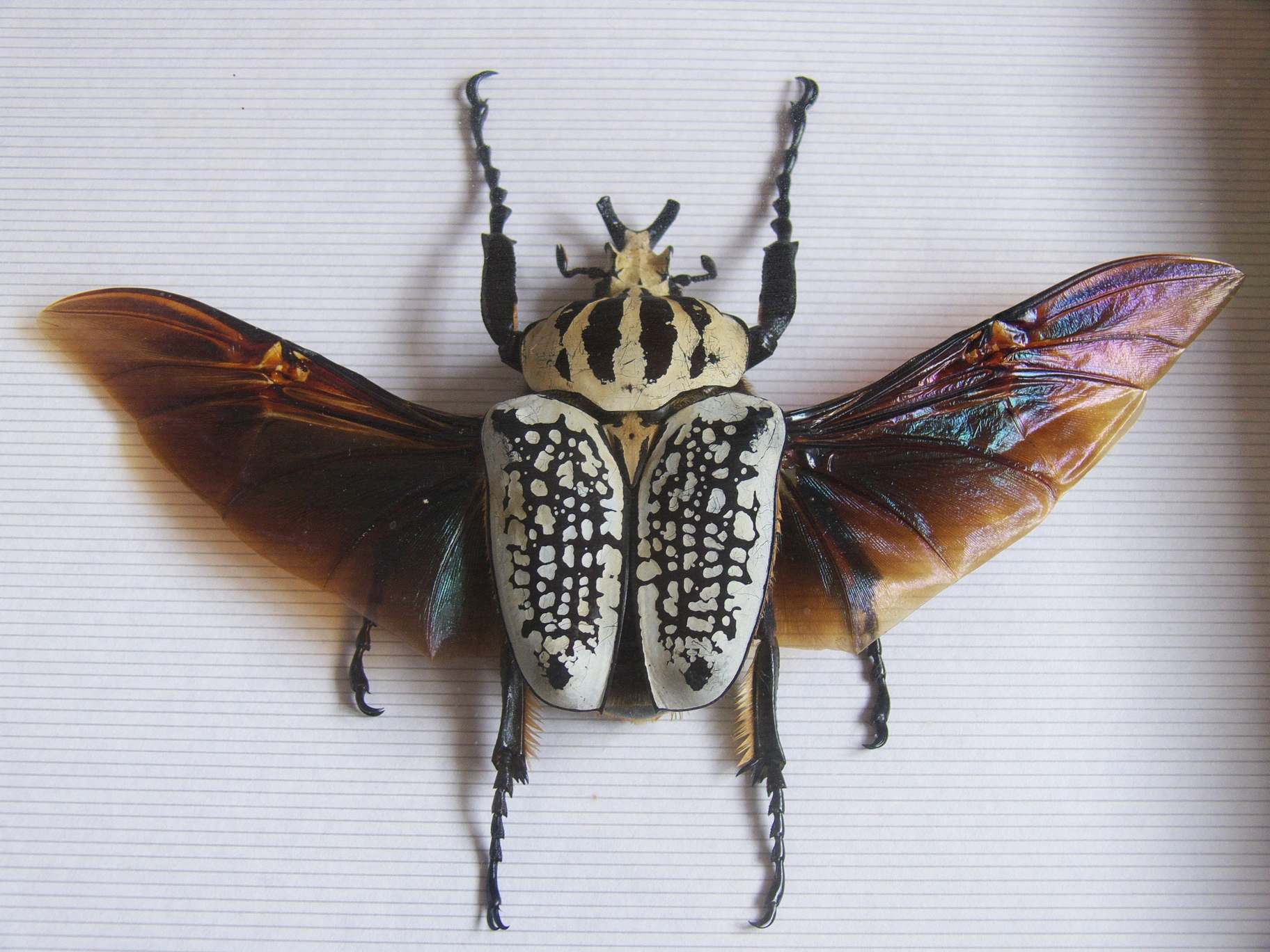
Goliathus orientalis

Семейство насчитывает около 4000 видов. В фауне России как минимум 33 вида.
- Подсемейство Cetoniinae Leach, 1815
  - триба Cetoniini
  - триба Cremastocheilini
  - триба Goliathini
  - триба Gymnetini
  - триба Heterorrhinini
  - триба Schizorhinini
  - род Anelaphinis Kolbe 1912
  - род Caelorrhina
  - род Conradtia
  - род Epitrichius Tagawa, 1941
  - род Heteroclita Burmeister, 1842
  - род Ischnostomiella Krikken, 1978
  - род Lansbergia Ritsema 1888
  - род Protoclita Krikken, 1978
  - род Pygora
  - род Rhabdotis
  - род Rhomborrhina Hope, 1837
  - род Stalagmosoma

## Известные роды и виды
- Золотистая бронзовка
- Бронзовка мохнатая
- Бронзовка мраморная
- Бронзовка Шамиля
- Бронзовка вонючая
- Голиаф
- Goliathopsis